# Protonotaria citrea
La reinita cabecidorada o reinita protonotaria (Protonotaria citrea), también conocida como chipe dorado, es una especie de ave paseriforme de la familia Parulidae. Es el único miembro del género Protonotaria. Habita en Anguila, Antigua y Barbuda, Aruba, Bahamas, Barbados, Belice, Canadá,  Colombia, Costa Rica, Cuba, Dominica, Ecuador, El Salvador, Estados Unidos, Granada, Guadalupe, Guatemala, Guyana, Haití, Honduras, Islas Caimán, Islas Turcas y Caicos, Islas Vírgenes Británicas, Islas Vírgenes Estadounidenses, Jamaica, Martinica, México, Montserrat, Nicaragua, Panamá, Puerto Rico, República Bolivariana de Venezuela, San Cristóbal y Nieves, Santa Lucía, San Vicente y las Granadinas, Suriname, República Dominicana, Trinidad y Tobago y es errante de Polinesia francesa. A pesar de su tamaño, esta pequeña y colorida ave migra cada año miles de kilómetros desde sus "cuarteles de reproducción" en Norteamérica hasta las selvas tropicales de Suramérica.
Anida en cavidades de árboles; cría en el este de Estados Unidos e inverna en el norte de América del Sur 